# Покровський (Моркинський район)
Покро́вський (рос. Покровский, марій. Покровский почиҥга) — починок у складі Моркинського району Марій Ел, Росія. Входить до складу Коркатовського сільського поселення.

## Населення
Населення — 2 особи (2010; 9 у 2002).
Національний склад (станом на 2002 рік):
- лучні марійці — 100 %